# Haapasaari (ö i Birkaland, Övre Birkaland, lat 62,18, long 23,81)
Haapasaari är en ö i Finland. Den ligger i sjön Vaskivesi och Visuvesi och i kommunen Virdois i den ekonomiska regionen  Övre Birkalands ekonomiska region  och landskapet Birkaland, i den sydvästra delen av landet, 230 km norr om huvudstaden Helsingfors. Öns area är 4,7 hektar och dess största längd är 350 meter i nord-sydlig riktning.